# التاريخ السياسي لعقد 2020
يشير التاريخ السياسي لعام 2020 (بالإنجليزية: 2020s political history) إلى الأحداث السياسية والمجتمعية التاريخية المهمة التي وقعت في عشرينيات القرن الواحد والعشرين، والتي تم تقديمها كنظرة عامة تاريخية في شكل سردي.

## الترتيب الزمني

### جائحة فيروس كورونا
تسببت جائحة فيروس كورونا في حدوث اضطراب اجتماعي واقتصادي عالمي، بما في ذلك أكبر ركود اقتصادي عالمي منذ الكساد الكبير. وقد أدى ذلك إلى تأجيل الأحداث أو إلغائها وتفاقم نقص المستلزمات الطبية على نطاق واسع بسبب هلع الشراء والأمن الغذائي الذي أثر على مئات الملايين من الناس، إلى جانب أثر الجائحة على البيئة من خلال انخفاض انبعاثات الملوثات وغازات الاحتباس الحراري. تم إغلاق المؤسسات التعليمية جزئيًا أو كليًا. بالإضافة إلى أنه تم تداول معلومات مغلوطة عبر وسائل التواصل الاجتماعي ووسائل الإعلام. وقعت حوادث متعلقة بكراهية الأجانب والعنصرية ضد الشعب الصيني وأولئك الذين يُنسوا إلى الصينيين أو من مناطق ترتفع فيها معدلات الإصابة بالوباء.
أثر الوباء على العلاقات الدولية وعلى الأنظمة السياسية في العديد من البلدان، ما تسبب في تعليق الأنشطة التشريعية وعزل أو وفاة العديد من السياسيين وإعادة جدولة الانتخابات بسبب مخاوف من انتشار الفيروس. أثار الوباء أيضًا نقاشات أوسع حول القضايا السياسية مثل المزايا النسبية للديمقراطية والاستبداد وكيفية استجابة الدول للأزمات وتسييس المعتقدات حول الفيروس ومدى كفاية أطر التعاون الدولي الحالية.

### الحرب الباردة الثانية
في 24 مايو عام 2020، صرّح وزير الخارجية الصيني وانغ يي بأن العلاقات مع الولايات المتحدة كانت على وشك أن تشكل «حرب باردة جديدة» بعد أن غذتها التوترات بشأن الجائحة. في خطابه في سبتمبر عام 2021 أمام الجمعية العامة للأمم المتحدة، قال الرئيس الأمريكي جو بايدن بأن الولايات المتحدة «لا تسعى إلى شنّ حرب باردة جديدة أو عالم مقسم إلى كتل صارمة». وقال بايدن أيضًا بأن الولايات المتحدة ستتعاون «مع أي دولة تتقدم وتسعى إلى حل سلمي تجاه التحديات المشتركة»، على الرغم من «الخلاف الشديد في مجالات أخرى، لأننا سنعاني جميعًا من عواقب فشلنا».

## بحسب الموضوع

### نزع السلاح النووي
دخلت معاهدة حظر الأسلحة النووية، التي تحظر الأسلحة النووية بشكل كامل، حيز التنفيذ في 22 يناير عام 2021. وهذه المعاهدة لا يدعمها الناتو أو أي قوى نووية معروفة.

### المناوشات الحدودية بين الصين والهند
ابتداءً من 5 مايو عام 2020، دخلت القوات الصينية والهندية في اشتباك عدواني ومواجهات ومناوشات في مواقع على طول خط السيطرة الفعلية، بما في ذلك بالقرب من بحيرة بانغونق المتنازع عليها في لداخ ومنطقة التبت ذاتية الحكم وبالقرب من الحدود بين سيكيم ومنطقة التبت. وقعت اشتباكات إضافية أيضًا في مواقع في شرق لداخ على طول خط السيطرة الفعلية.
في أواخر مايو، اعترضت القوات الصينية على بناء الطرق الهندية في وادي نهر غالوان. وفقًا لمصادر هندية، أسفر القتال الذي وقع في 15-16 يونيو عام 2020 عن مقتل جنود صينيين وهنود. ذكرت تقارير إعلامية بأنه قد تم أسر بعض الجنود من الطرفين ثم تم الإفراج عنهم في الأيام القليلة المقبلة بينما واصلت مصادر رسمية من الجانبين نفي ذلك. في 7 سبتمبر، ولأول مرة منذ 45 عامًا، أطلقت أعيرة نارية على طول منطقة أمريكا اللاتينية والبحر الكاريبي، حيث ألقى الجانبان باللوم على بعضهما البعض في البداية. ذكرت وسائل الإعلام الهندية أيضًا أن القوات الهندية قد أطلقت طلقات تحذيرية على جيش التحرير الشعبي في 30 أغسطس.
حدث فك الارتباط الجزئي من غالوان وممر جيانان وجوجرا في يونيو ويوليو 2020 بينما تم فك الارتباط الكامل من بحيرة بانجونج الشمالية والجنوبية في فبراير عام 2021. بعد فك الارتباط في جوجرا في أغسطس عام 2021، أشار المحللون الهنود إلى أن خط السيطرة الفعلية قد تحول غربًا عند نقطة الدورية 17إيه (بي بي 17إيه).
وسط المواجهة، عززت الهند المنطقة بحوالي 12000 عامل إضافي لمساعدة منظمة الطرق الحدودية الهندية في استكمال تطوير البنية التحتية على طول الحدود الصينية الهندية. افترض الخبراء أن المواجهات هي إجراءات استباقية صينية في الرد على مشروع البنية التحتية لطريق داربوك-شيوك-دي بي أو في لداخ. طورت الصين بنيتها التحتية على نطاق واسع في هذه المناطق الحدودية المتنازع عليها ومازالت تعمل على بذلك. أبدت الصين إنزاعجها من إلغاء الوضع الخاص لجامو وكشمير في أغسطس عام 2019 من قِبَل الحكومة الهندية. ومع ذلك، أكدت كل من الهند والصين أن هناك آليات ثنائية كافية لحل الوضع. يشمل ذلك جولات متعددة من الحوار بين العقيد والعميد واللواء العام واجتماعات الممثلين الخاصين واجتماعات البحث في «آلية العمل للتشاور والتنسيق بشأن شؤون الحدود بين الصين والهند» (دبليو إم سي سي)، إلى جانب الاجتماعات والاتصالات بين وزراء الخارجية والدفاع. في 12 يناير عام 2022، عُقد الاجتماع الرابع عشر على مستوى قائد الفيلق في نقطة اجتماع تشوشول-مولدو لموظفي الحدود (بي بي إم).
بعد مناوشات وادي نهر غالوان في 15 يونيو، شُنت بعض الحملات الهندية للعمل على مقاطعة المنتجات الصينية. تضمنت الإجراءات على الجبهة الاقتصادية الإلغاء والتدقيق الإضافي لبعض العقود المبرمة مع الشركات الصينية، بالإضافة إلى توجيه دعوات لوقف دخول تلك الشركات الصينية إلى الأسواق الاستراتيجية في الهند. بحلول نوفمبر عام 2020، حظرت الحكومة الهندية أكثر من 200 تطبيق صيني، بما في ذلك التطبيقات المملوكة لشركات علي بابا وتينسنت وبايدو وسينا وبايت دانس.